# Xaveri Congo
Xaveri Congo es una organización juvenil católica en la República Democrática del Congo.  Xaveri Congo es parte del Movimiento Africano Xaveri y miembro de la asociación católica de las organizaciones juveniles Fimcap.

## Historia
Xaveri Burundi fue fundada en 1952/53 en el Congo. La fundación de Xaveri Congo fue también el comienzo del Movimiento Africano Xaveri que se extendió también a otros países del continente como Burundi (Xaveri Burundi), Ruanda (Xaveri Ruanda) y Sudáfrica (Xaveri Sudáfrica).